# Zamach w Zahedanie (2010)
Zamach w Zahedanie - atak terrorystyczny na irański meczet zbrojnego ugrupowania sunnickiego Jundullah, który miał miejsce 15 lipca 2010, w wyniku którego zginęło 27 osób, a 270 odniosło rany.

## Tło
Zahedan leży w prowincji Sistan i Beludżystan. Ta prowincja była sceną dosyć częstych walk policji i handlarzami narkotyków, bądź bojownikami. 28 maja 2009 w najkrwawszym zamachu w Iranie zginęło 20 osób.

## Motywy
Za atakiem stoi sunnickie ugrupowanie ekstremistyczne Jundallah, które dokonało ataku na szyicki meczet w odwecie za egzekucję lidera organizacji Abulmaleka Rigiego, do której doszło 20 czerwca 2010.

## Atak
Atak był podwójnym zamachem samobójczym skierowanym w szyickich wiernych, którzy świętowali urodziny Imama Husajna, wnuka proroka Mahometa, oraz członków Korpusu Strażników Rewolucji Islamskiej.

## Reakcje
- Stany Zjednoczone - zamach został potępiony przez amerykańską Sekretarz Stanu Hillary Clinton. Ten atak, a także niedawne ataki w Ugandzie, Pakistanie, Afganistanie, Iraku i Algierii, podkreślają globalną potrzebę współpracy w celu zwalczania organizacji terrorystycznych, które zagrażają życiu niewinnych cywilów na całym świecie'[2].